# Vågan
Pour les articles homonymes, voir Vagan.
Vågan est une commune du comté de Nordland en Norvège. Elle est située sur le territoire des îles Lofoten.
Les principales localités de la commune sont la ville de Svolvær et les villages de Kabelvåg et Henningsvær. Ces trois localités sont des destinations touristiques populaires, de par leurs paysages entourés de montagnes, face au bras de mer appelé Vestfjorden. 
Kabelvåg est le plus ancien village de pêcheurs des Lofoten, où le Roi Øystein fit construire les premières implantations de pêcheurs au début du XIIe siècle. Construite en 1898, la cathédrale des Lofoten, généralement pleine pendant les campagnes de pêche, peut accueillir 1 200 personnes. 
Henningsvær est un village qui a la particularité d'être implanté sur plusieurs îles. Svolvær est aujourd'hui le centre de la commune, et accueille de nombreux artistes en studios et galeries. 

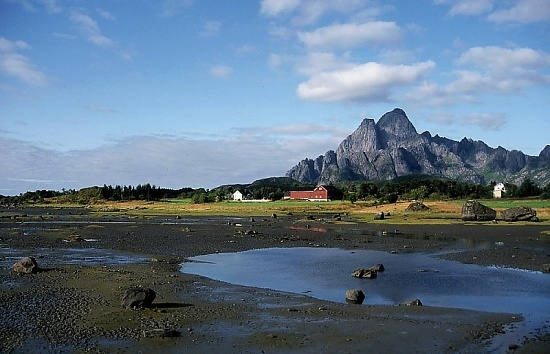
Vågakallen vue de Kabelvåg.

La réserve naturelle des Laukvikøyene se trouve sur le territoire de la commune.

## Localités
- Brenna (68° 19′ 39″ N, 14° 19′ 58″ E)
- Brettesnes (68° 14′ 00″ N, 14° 52′ 00″ E) ;
- Digermulen (68° 19′ 00″ N, 15° 00′ 00″ E) ;
- Eide ;
- Gimsøy ;
- Gravermarka (68° 18′ 00″ N, 14° 20′ 00″ E) ;
- Henningsvær (68° 09′ 00″ N, 14° 13′ 00″ E) ;
- Hopen (68° 11′ 38″ N, 14° 20′ 46″ E) ;
- Kabelvåg (68° 12′ 41″ N, 14° 28′ 54″ E) ;
- Kalle (68° 09′ 48″ N, 14° 20′ 24″ E ) ;
- Kleppstad ;
- Laukvika (68° 23′ 24″ N, 14° 26′ 29″ E) ;
- Laupstad ;
- Liland (68° 20′ 00″ N, 14° 45′ 00″ E) ;
- Ørsnes (68° 12′ 00″ N, 14° 24′ 00″ E) ;
- Ørsvåg ;
- Osan ;
- Rystad (68° 17′ 00″ N, 14° 19′ 00″ E) ;
- Skrova ;
- Storfjell ;
- Straumnes (68° 23′ 00″ N, 14° 28′ 00″ E) ;
- Sydalen (68° 17′ 00″ N, 14° 21′ 00″ E) ;
- Ulvågen (68° 17′ 00″ N, 14° 56′ 00″ E) ;
- Vestpollen (68° 20′ 00″ N, 14° 42′ 00″ E).